# ヤマダレオハウス
ヤマダレオハウスは、株式会社ヤマダホームズのレオハウス事業本部。
住宅の価格破壊をスローガンに「大人気の家」シリーズとして商品を展開している。営業所は全国84か所。2013年3月に引き渡し数14,000棟を達成。
ヤマダホームズへ吸収合併後は既存の商品そのままに、保証制度や家電家具の販路などのグループメリットを生かした事業運営を行っている。
当初は株式会社ナック（東証1部上場）の建築コンサルティング事業部の顧客であったタマホーム株式会社（現：東証1部上場）と業務提携によってスタート。事業拡大にともない2006年株式会社レオハウスを設立。
2020年5月、ヤマダ電機（現・ヤマダホールディングス）による全株買収に合意。これにより経営がヤマダ電機に移動し、ヤマダ電機グループの一員として再スタートした。
2020年5月14日付けで、株式会社レオハウスから株式会社ヤマダレオハウスに商号変更。
2021年2月1日付けで、株式会社ヤマダ不動産とともに株式会社ヤマダホームズに吸収合併。

## 沿革
- 2002年 - ナックはタマホームと業務提携し、九州地方・四国地方にてレオハウスの前身である戸建住宅販売事業をスタート。
- 2006年 - レオハウスを設立。「大人気の家」をリリース。
- 2008年 - タマホームとの業務提携を解消[3]。
- 2011年
  - 引き渡し数10000棟達成。
  - クレヨンしんちゃんをCMキャラクターに起用
- 2020年5月 - ナックが全株式をヤマダ電機に譲渡。ヤマダ電機グループに参加し「株式会社ヤマダレオハウス」に商号変更。
- 2021年2月 - 株式会社ヤマダホームズに吸収合併され同社の「レオハウス事業本部」となる。

## ローコスト
徹底した合理化や大量購入によって高品質なローコスト住宅を提供できるとしている。
家電や衣料のような価格破壊をもたらすことを目標に掲げている。

## コンサルティング時代
株式会社ナックの一部門だった当時は、主に工務店向けにローコスト住宅のコンサルティングを行っていた。この時代に最も成功した顧客はタマホーム株式会社だった。

## CM
クレヨンしんちゃんをCMキャラクターに起用してテレビCMを展開。さらには不定期で当該番組のスポンサーについている。CMの企画は親会社株式会社ナックの名誉会長西山由之が担当している。競合他社のような派手な宣伝広告はせず、その分の費用を構造や技術を高めることに充当することで顧客に還元するとしている。ヤマダ電機傘下以前の2020年まで放送していた。ヤマダ電機グループ入り後はヤマダ電機共同制作になった。ラジオCMも2016年4月から9月までネットワークTODAY（TBSラジオ、JRN系列）、2018年4月より「山下達郎のサンデー・ソングブック」（TOKYO FM、JFN系列）で放送されていたが後に降板となり、現在は放送されていない。
一時期、元八王子市議会議員でミス日本の佐野美和を起用したことがあった。